# Denemarken op het Eurovisiesongfestival 2021
Denemarken nam deel aan het Eurovisiesongfestival 2021 in Rotterdam, Nederland. Het was de 49ste deelname van het land aan het Eurovisiesongfestival. DR was verantwoordelijk voor de Deense bijdrage voor de editie van 2021.

## Selectieprocedure
Traditiegetrouw werd de Deense vertegenwoordiger voor het Eurovisiesongfestival ook dit jaar gekozen via Dansk Melodi Grand Prix. Van 29 oktober tot 20 november 2020 kregen artiesten de kans om een lied in te zenden, waarna een vakjury onder alle kandidaten acht finaletickets uitdeelde.
Dansk Melodi Grand Prix 2021 vond plaats op zaterdag 6 maart 2021 in de DR-studio's in Kopenhagen. Vanwege de COVID-19-pandemie mocht er geen publiek aanwezig zijn. De show werd gepresenteerd door Tina Müller en Martin Brygmann. In een eerste fase kon het grote publiek stemmen op diens favoriete act. De top drie ging door naar de superfinale, waarin de televoters opnieuw mochten stemmen. Uiteindelijk gingen Fyr & Flamme met de zegepalm aan de haal.

## Dansk Melodi Grand Prix 2021
| Volgorde | Artiest                      | Lied                  |
| -------- | ---------------------------- | --------------------- |
| 1        | Chief 1 & Thomas Buttenschøn | Højt over skyerne     |
| 2        | Nanna Olivia                 | Hvileløse hjerter     |
| 3        | The Cosmic Twins             | Silver bullet         |
| 4        | Claudia Campagnol            | Abracadabra           |
| 5        | Mike Tramp                   | Everything is alright |
| 6        | Fyr & Flamme                 | Øve os på hinanden    |
| 7        | Emma Nicoline                | Står lige her         |
| 8        | Jean Michel                  | Beautiful             |

Superfinale
| Plaats | Artiest                      | Lied               | Stemmen |
| ------ | ---------------------------- | ------------------ | ------- |
| 1      | Fyr & Flamme                 | Øve os på hinanden | 37%     |
| 2      | Jean Michel                  | Beautiful          | 34%     |
| 3      | Chief 1 & Thomas Buttenschøn | Højt over skyerne  | 29%     |

## In Rotterdam
Denemarken trad aan in de tweede halve finale, op donderdag 20 mei 2021. Fyr & Flamme was als zeventiende en laatste act aan de beurt, net na Gjon's Tears uit Zwitserland. Denemarken eindigde uiteindelijk op de elfde plaats met 89 punten, en wist zich zo niet te plaatsen voor de finale.
1957 · 1958 · 1959 · 1960 · 1961 · 1962 · 1963 · 1964 · 1965 · 1966 · 1967-1977 · 1978 · 1979 · 1980 · 1981 · 1982 · 1983 · 1984 · 1985 · 1986 · 1987 · 1988 · 1989 · 1990 · 1991 · 1992 · 1993 · 1994 · 1995 · 1996 · 1997 · 1998 · 1999 · 2000 · 2001 · 2002 · 2003 · 2004 · 2005 · 2006 · 2007 · 2008 · 2009 · 2010 · 2011 · 2012 · 2013 · 2014 · 2015 · 2016 · 2017 · 2018 · 2019 · 2020 · 2021 · 2022 · 2023 · 2024 · 2025
Albanië · Australië · Azerbeidzjan · België · Bulgarije · Cyprus · Denemarken · Duitsland · Estland · Finland · Frankrijk · Georgië · Griekenland · Ierland · IJsland · Israël · Italië · Kroatië · Letland · Litouwen · Malta · Moldavië · Nederland · Noord-Macedonië · Noorwegen · Oekraïne · Oostenrijk · Polen · Portugal · Roemenië · Rusland · San Marino · Servië · Slovenië · Spanje · Tsjechië · Verenigd Koninkrijk · Zweden · Zwitserland